# Sitar

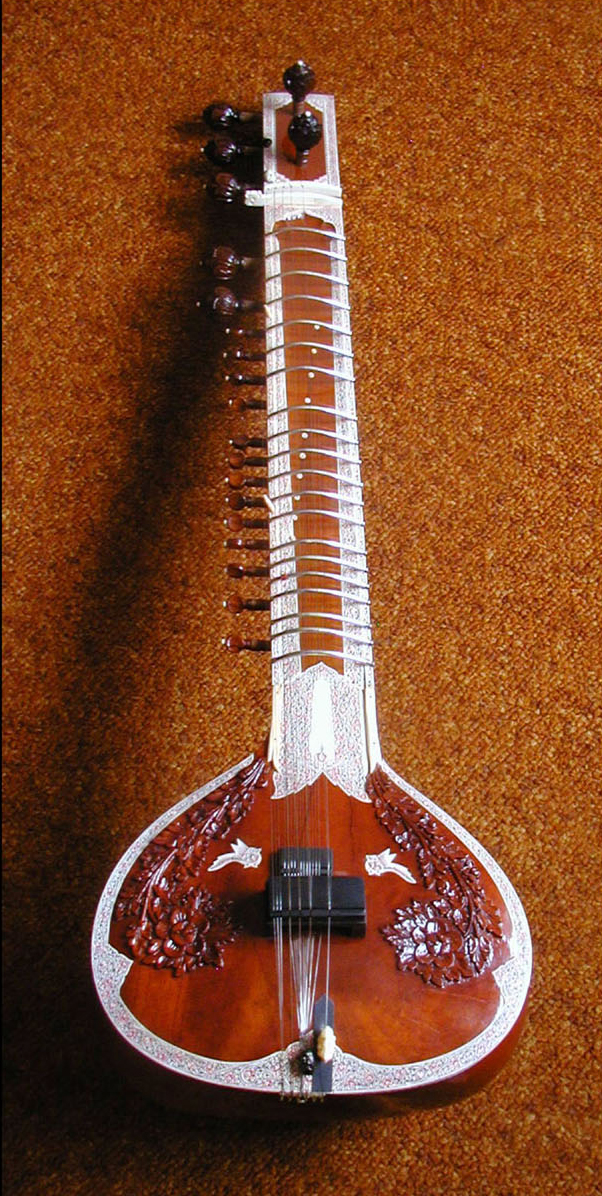
Sitar

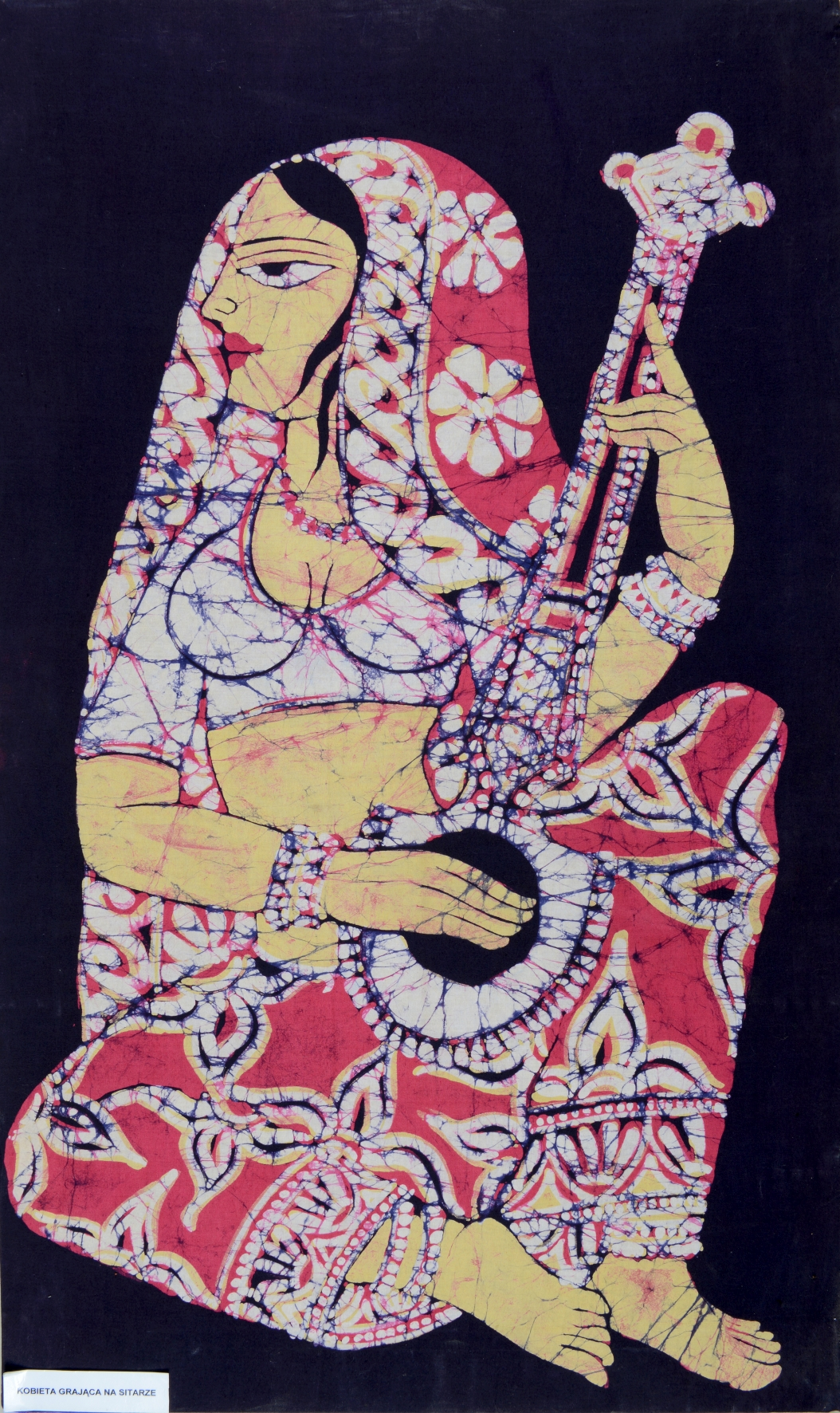
Muzykantka grająca na sitarze

Sitar – tradycyjny indyjsko-perski instrument muzyczny. Sitar ma długą historię. Jest bardzo popularny w regionie i często modyfikowany. Zasadniczo składa się z długiego gryfu, gruszkowato wypukłego pudła rezonansowego, najczęściej od sześciu do ośmiu strun melodycznych (dawniej jelitowych, dziś metalowych) szarpanych metalowym plektronem, oraz kilkunastu strun burdonowych (ich liczba podlega znacznym modyfikacjom w zależności od upodobań solisty). Struny burdonowe strojone są do tonacji utworu i choć niedostępne, grają rezonując ze sobą i strunami podstawowymi.
W kręgu kultury europejskiej znanym solistą grającym na sitarze był Ravi Shankar. Tradycje rodzinne kontynuuje jego córka Anoushka Shankar.

## Etymologia
Termin sitār znaczy w języku perskim „trzy struny”. Curt Sachs wyjaśnia, że analogicznie, wykorzystując słowo tār (struna), persowie nazywali inne typy lutni długoszyjkowych: dutār (dwie struny), čartār (cztery struny), pančtār (pięć strun).

## Sitar w innych kręgach kulturowych
Sitar w kręgu kultury europejskiej spopularyzowany został w latach sześćdziesiątych m.in. przez George’a Harrisona, członka zespołu The Beatles. Był użyty m.in. w utworach "Norwegian Wood" oraz "Love You To". Inni znani wykonawcy europejscy, którzy zastosowali sitar: The Rolling Stones (utwór "Paint It Black"), Traffic, The Pretty Things, a także polska Masala. Użył go też amerykański zespół Metallica w utworze "Wherever I May Roam". Ponadto instrument został wykorzystany w utworze grupy Alice in Chains "What the Hell Have I". Sitar można także usłyszeć na albumie Evangelion polskiego zespołu death metalowego Behemoth, w utworze "Shemhamforash". Został on użyty również w piosence "Ojos Asi" kolumbijskiej piosenkarki Shakiry i Pretty Tied Up hardrockowego Guns N’ Roses. Partię sitaru wykorzystał także Type O Negative w utworze Can't Lose You z albumu Bloody Kisses i utworze tytułowym z albumu World Coming Down. Ścieżkę na sitarze gra również Hillel Slovak w utworze Red Hot Chili Peppers, "Behind the sun". Prawdopodobnie najbardziej znanym komercyjnie przykładem użycia sitaru w muzyce elektronicznej jest utwór "The Private Psychedelic Reel" autorstwa The Chemical Brothers z albumu "Dig Your Own Hole".